# Tibald de Cepoy
Tibald de Cepoy (Segle XIII - Segle XIV) fou un militar francès al servei de Carles de Valois i del papa Climent V, també fou un efimer Comandant en Cap de la Companyia Catalana d'Orient, entre 1307 i 1309.
Va partícipar en diverses batalles de la guerra de Flandes. També va destacar en la defensa de Sent Macari contra els anglesos el 1295.
El 1306 per ordre de Felip el Bell, es va unir a la croada antibizantina que pretenia ressuscitar l'imperi llatí i posar al seu front a Carles de Valois (que durant la Croada contra la Corona d'Aragó havia estat pretendent al tron). Al mateix temps negocià amb Venecia la seva participació en el projecte i es posà al front d'un petit estol venecià, subordinat de Guy II de la Roche, duc d'Atenes. Durant aquestes negociacions, el 1307 va rebre de mans de Marco Polo una còpia del seu famós llibre de viatges, probablement la versió original avui perduda.
Aleshores va aconseguir ser reconegut com a cap de la Gran Companyia Catalana d'acord amb Bernat de Rocafort que havia assassinat a Berenguer d'Entença. Els mercenaris tindrien la missió de conquerir Constantinoble. El 1307, mentre el seu estol era a Negrepont, la capital de la gran illa d'Eubea, va empresonar a l'infant Ferran de Mallorca, que havia estat enviat per Frederic III de Sicília per comandar la Companyia, i a Ramon Muntaner i la seva tripulació. L'Infant va ser enviat a Tebes on Guy II de la Roche l'esperava, mentre que Ramon Muntaner va ser enviat a Macedònia a Bernat de Rocafort.
A finals de 1308, Bernat i Gilbert de Rocafort foren lliurats pel consell almogàver a Tibald, qui els va lliurar a Robert I de Nàpols, fill de Carles II de Nàpols, i moririen a la presó, convertint-se Tibald en el primer estranger a controlar la Companyia Catalana d'Orient, esperant reforços de la República de Venècia, que no van ser enviats, i va decidir abandonar la Companyia sense dir res a ningú, tornant a França.